# Westerse astrologie

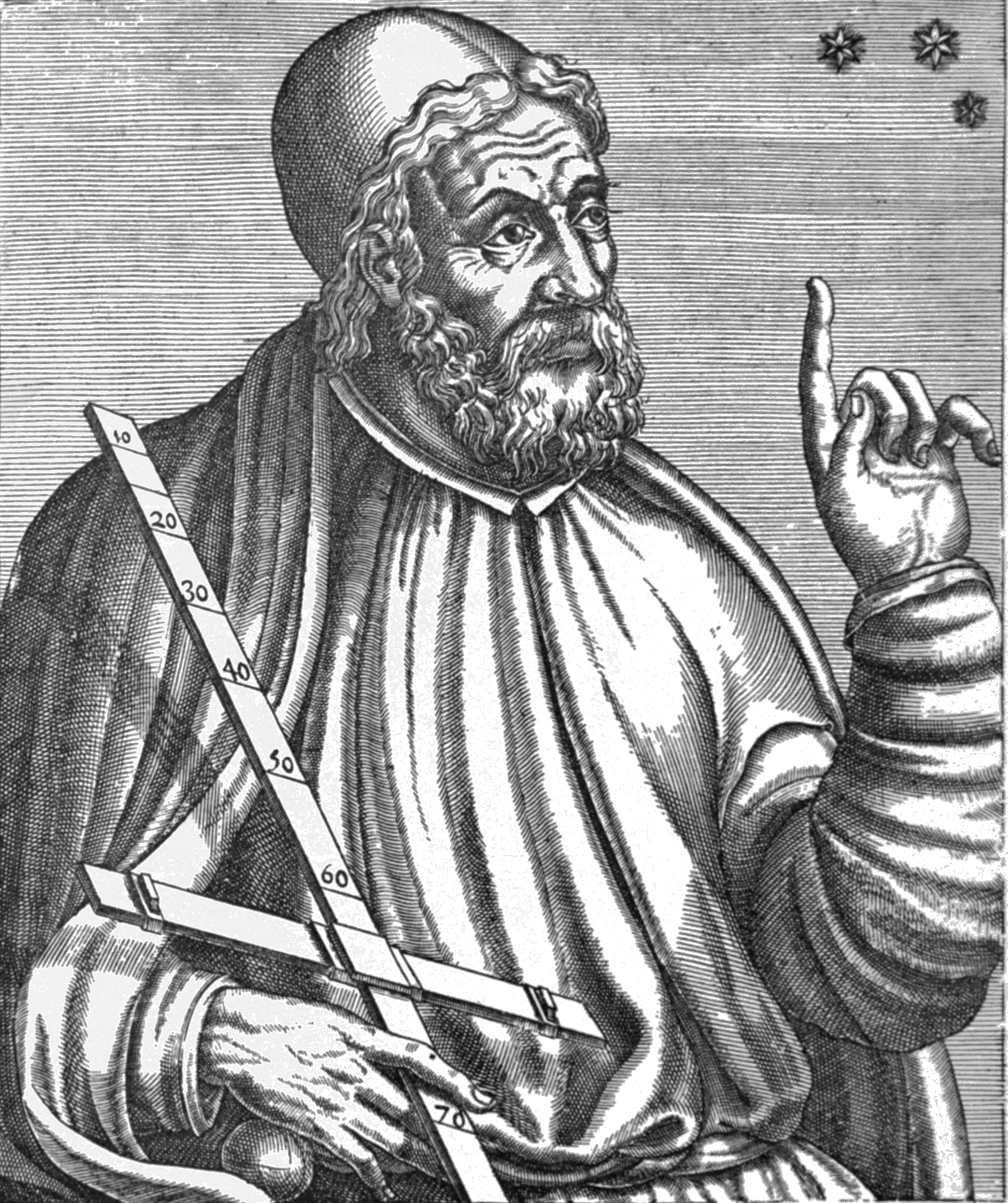
Claudius Ptolemaeus, middeleeuwse prent

Westerse astrologie is de astrologie zoals beoefend in het westen, die teruggaat op de Tetrabiblos van Claudius Ptolemaeus uit de 2e eeuw. Dit werk steunt dan weer op voorafgaande hellenistische tradities en uiteindelijk op de Babylonische astrologie. Astrologie is een pseudowetenschap.
De kosmologie van de astroloog is geocentrisch, waarbij de zon, de maan, de sterren en de planeten draaien rond de aarde als stilstaand centrum. De analyses en voorspellingen die astrologen maken op basis van dit model (de horoscopen) worden als onwetenschappelijk bestempeld omdat er geen bewijs bestaat voor een verband tussen de stand van hemellichamen en de aard en de toekomst van mensen (lees daarover meer in het artikel astrologie). Dit artikel behandelt in de eerste plaats de klassieke westerse astrologie. Voor ontwikkelingen vanaf de 20e eeuw: zie Psychologische astrologie.

## Geschiedenis
De westerse astrologie kent een lange traditie. Het belangrijkste westerse astrologieboek is rond 200 na Christus geschreven door Claudius Ptolemaeus, een Grieks-Egyptische astronoom. Hij schreef vier boeken over de invloed van de 'sterren', samen bekend als de 'Tetrabiblos', waarin hij de grondbeginselen beschrijft van de astrologie. Vanaf de 4e eeuw braken donkere dagen aan voor de astrologie, want de tot christen bekeerde keizer Constantijn verklaarde de astrologie in het jaar 333 tot 'duivelse praktijk.' Pas na haar 'herontdekking' in de 12e eeuw door Arabische en Perzische geleerden en kabbalisten die de oorspronkelijke Griekse teksten bestudeerden, vertaalden naar het Latijn en in Europa introduceerden, begon zij aan een nieuwe opgang. Tijdens de renaissance bestudeerden wetenschappers, filosofen, astronomen en medici de astrologie en brachten haar in verband met andere wetenschappen zoals de geneeskunde. De astrologie kende een ware bloeiperiode. Op alle grote universiteiten werd zij onderwezen als een soort allesoverkoepelende wetenschap en in deze periode werd zij zelfs door de kerk getolereerd. Met de opkomst van de natuurwetenschappen vanaf de 17e eeuw werd de astrologie opnieuw als bijgeloof, pseudowetenschap of occultisme verworpen. Sinds de jaren 1930 kent de astrologie vooral veel interesse als populaire horoscooprubriek in tijdschriften en andere media, alhoewel dit niet veel meer met de klassieke westerse astrologie te maken heeft.

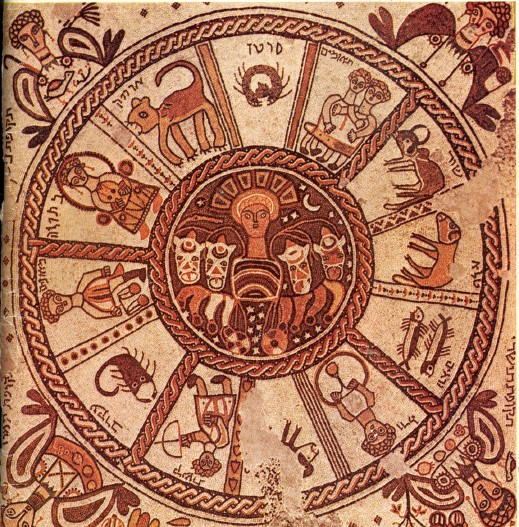
Figuren van de zodiak rondom het symbool van de zonnewagen; de hoeken verbeelden de zonnewendes en equinoxen, mozaïek in Beit Alpha, Israël, 5e-eeuwse voorstelling

## Basisprincipes

### De zodiak

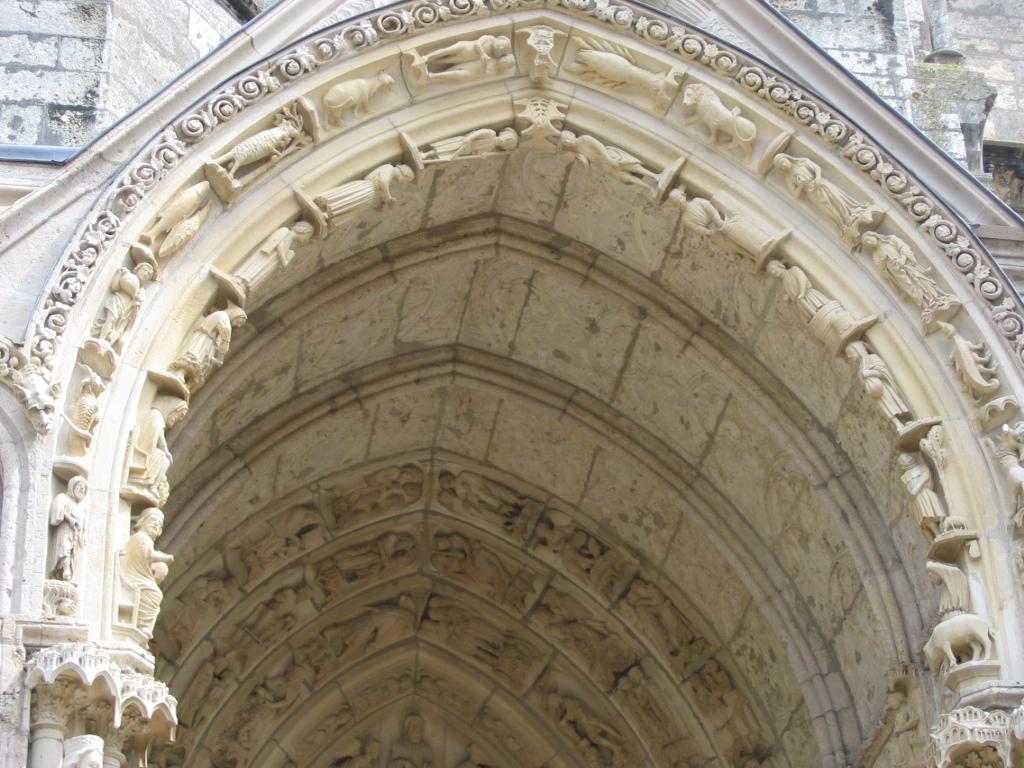
De tekens van de dierenriem in het noordelijke portaal van de kathedraal van Chartres. In deze kathedraal wordt ook de zonnewende aangegeven doordat de zon op dat moment door een wit gat in een van de ramen schijnt op de afbeelding van Apollinaris.

De zodiak of 'dierenriem' is een denkbeeldige gordel waarlangs de zon, de maan en de planeten zich in de loop van het jaar lijken voort te bewegen. In die zone liggen de twaalf dierenriemtekens (ook sterrenbeelden genoemd). Astrologen begonnen betekenis toe te kennen aan deze tekens en de hemellichamen die zich erin bevonden. De meeste westerse astrologen maken gebruik van de tropische dierenriem die begint met Ram, het teken op het noordelijk halfrond waarin de zon tijdens de lente-equinox omstreeks 21 maart opkomt.
Door een fenomeen dat precessie van de equinox heet, veroorzaakt door het 'tollen' van de aarde om haar as, is er een langzame verschuiving (in een cyclus die 25.000 jaar duurt) waardoor de tekens van de tropische zodiak niet meer overeenkomen met de aardse seizoenen en de kalender. Vandaar dat er astrologen zijn die verkiezen gebruik te maken van de siderische dierenriem waarbij de posities van de sterrenbeelden overeenkomen met de actuele stand van zaken.

#### De twaalf tekens
In de hedendaagse astrologie symboliseren de twaalf tekens twaalf basispersoonlijkheden of karakteristieke wijzen van uitdrukking. Deze twaalf tekens worden verdeeld onder vier elementen: vuur, aarde, lucht en water. Vuurtekens en luchttekens worden als mannelijk beschouwd, terwijl water en aarde vrouwelijk zijn. Een andere verdeling is die tussen hoofdtekens, vaste tekens en beweeglijke tekens.

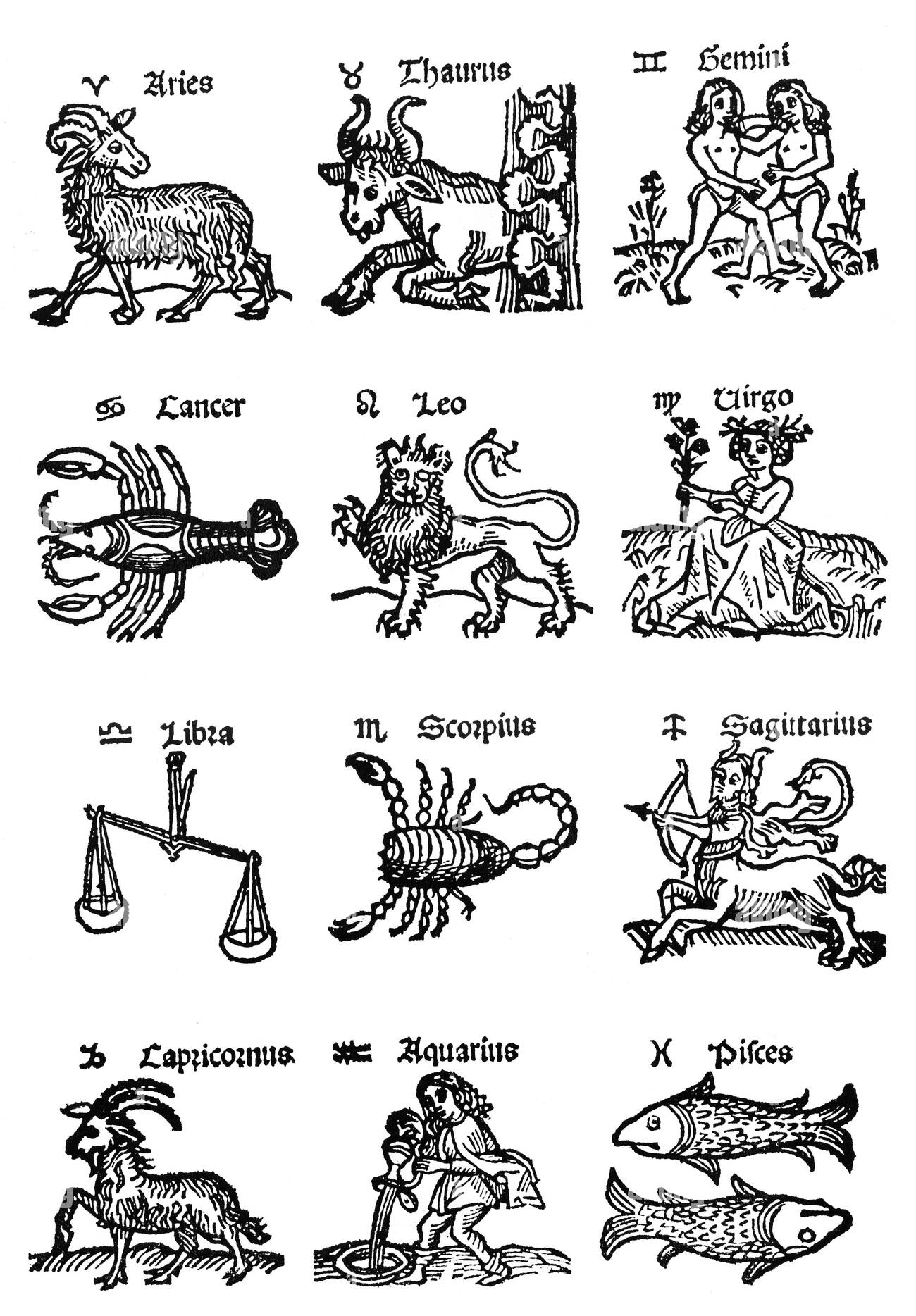
De twaalf tekens van de dierenriem, houtsnede uit de 16e eeuw

 De hoofdtekens markeren het begin van een nieuw seizoen, de vaste tekens zijn de tekens waarin de Zon vast in het seizoen staat, en als zij een van de beweeglijke tekens binnentreedt, loopt het seizoen naar zijn einde toe.

##### Hoofdtekens
In de astrologie is een hoofdteken (ook een kardinaal teken genoemd) een teken van de dierenriem dat een verandering initieert. Symbolisch staat elk hoofdteken ook voor een nieuw seizoen: Ram voor de lente, Kreeft voor de zomer, Weegschaal voor de herfst en Steenbok voor de winter. In de zuidelijke hemisfeer zijn die nieuwe seizoenen respectievelijk herfst, winter, lente en zomer.

##### Vaste tekens
De vaste tekens Stier, Leeuw, Schorpioen en Waterman worden gezien als bestendiging en hoogste punt van die vier seizoenen. Associaties verbonden aan de vaste tekens zijn onder meer stabiliteit en vastberadenheid.

##### Beweeglijke tekens
De beweeglijke tekens Tweelingen, Maagd, Boogschutter en Vissen staan 'tussen de seizoenen' en worden geassocieerd met beweging, soepelheid en aanpassingsvermogen.
| Teken            | Heerser             | Element | Kruizen    | Wanneer (ca.)              |
| ---------------- | ------------------- | ------- | ---------- | -------------------------- |
| - (Ram)          | Mars                | Vuur    | Hoofd      | 21 maart - 19 april        |
| - (Stier)        | Venus               | Aarde   | Vast       | 20 april - 20 mei          |
| - (Tweelingen)   | Mercurius           | Lucht   | Beweeglijk | 21 mei - 20 juni           |
| - (Kreeft)       | Maan                | Water   | Hoofd      | 21 juni - 22 juli          |
| - (Leeuw)        | Zon                 | Vuur    | Vast       | 23 juli - 22 augustus      |
| - (Maagd)        | Mercurius           | Aarde   | Beweeglijk | 23 augustus - 22 september |
| - (Weegschaal)   | Venus               | Lucht   | Hoofd      | 23 september - 22 oktober  |
| - (Schorpioen)   | Mars en Pluto       | Water   | Vast       | 23 oktober - 21 november   |
| - (Boogschutter) | Jupiter             | Vuur    | Beweeglijk | 22 november - 21 december  |
| - (Steenbok)     | Saturnus            | Aarde   | Hoofd      | 22 december - 19 januari   |
| - (Waterman)     | Saturnus en Uranus  | Lucht   | Vast       | 20 januari - 19 februari   |
| - (Vissen)       | Jupiter en Neptunus | Water   | Beweeglijk | 20 februari - 20 maart     |

Hoe belangrijk een teken in iemands horoscoop is, hangt onder meer af van het aantal planeten in dat teken, of bijvoorbeeld de ascendant in dat teken valt, en zo verder. Een teken dat niet prominent aanwezig is in iemands horoscoop zal bij de interpretatie weinig rol spelen en, naar analogie, geen actieve rol spelen in iemands persoonlijkheid. Aan de andere kant zal iemand bij wie de Zon en de Maan in Kreeft staan sterke karakteristieken vertonen van dat sterrenbeeld.
Eigenlijk is dit een van de belangrijkste astrologische regels die nooit uit het oog verloren mogen worden; het opzoeken van de accenten in de vorm van planeetclusters, sterke aspecten (hoeken die planeten met elkaar maken), sterk geplaatste planeten en andere krachtige indicatoren helpen de interpretatie in de goede richting. Het komt er eigenlijk op neer om door de bomen het bos te kunnen zien.

#### Zonnetekenastrologie
De astrologierubriek in tijdschriften geeft alleen 'advies' op basis van het teken waar de Zon in stond op moment van geboorte. Daarbij wordt zowel verwezen naar het 'zonneteken' als naar 'het sterrenbeeld'. Deze voorspellingen blijven echter onveranderlijk vaag en algemeen. Door de geringe waarde van deze vorm van astrologie claimen praktiserende astrologen dat een persoonlijke, op maat gemaakte geboortehoroscoop een completer en genuanceerder beeld geeft van de geborene.
Zonnetekenastrologen nemen de twaalfvoudige verdeling met de tekens als basis, en brengen daarmee de actuele standen van de planeten in verband. Als bijvoorbeeld de actuele maan (de transitmaan genoemd) op de positie van de geboortejupiter staat, zal dit 'een blijde dag vol optimistische plannen' worden. De maan wordt trouwens vaak gebruikt als indicator van dagelijkse gebeurtenissen, omdat dit hemellichaam zich schijnbaar het snelst van allemaal 'beweegt'.
De Engelse 17e-eeuwse astroloog William Lilly zou door de uitgave van zijn astrologische kalenders en zijn bijdragen aan de kranten de eerste 'zonneteken-astroloog' geweest zijn. Anderen beweren dat deze vorm van astrologie pas echt op gang kwam omstreeks 1930, vooral door het werk van de astroloog R.H. Naylor. Hij zou onder meer de crash van het luchtschip R101 voorspeld hebben, waarna hij de noodzaak zou ingezien hebben om voor de krant een vereenvoudigde vorm van astrologie te bedenken. Na wat experimenten zou Naylor gekozen hebben voor de zonnetekens.

#### Klassieke astrologie versus westerse siderische astrologie
Zoals gezegd zijn er onder de astrologen twee 'kampen' wat betreft het startpunt 0 graden Ram (het "lentepunt") van de zodiak.
1. Klassieke astrologen werken met de constellatie zoals ze in de tijd van de Babylonische astronomen bestond, zo'n 2500 jaar geleden. Daarbij houden ze dus geen rekening met de 'terugtocht', de recessie van het lentepunt, waardoor het 'partje' van de zodiak dat zij als Ram benoemen eigenlijk al in Vissen, en vervolgens in Waterman terecht is gekomen. ('The age of Aquarius'). Ter verdediging van dit uitgangspunt wordt vaak het volgende gezegd: astrologie werkt met 'zones' van de zodiak. Het heeft bijgevolg geen belang welke feitelijke sterrenbeelden er voor het ogenblik in die zone zitten. De energie, invloed - of hoe je het ook wil noemen - van die zone blijft onverminderd geldig. Zo zal iemand die aan het begin van de lente geboren wordt, terwijl de Zon astrologisch in de 'Ram-zone' staat, de kwaliteiten van die zone en dat seizoen in zijn of haar persoonlijkheid meedragen.
2. In de siderische astrologie blijft de band tussen de actuele en astrologische sterrenbeelden onverbroken. Omstreeks 21 maart valt het lentepunt in deze astrologie samen met de feitelijke, astronomische stand van zaken. Terwijl de aarde om haar as draait, wiebelt zij als een tol, slingert haar as zachtjes, waardoor het lentepunt om de 2160 jaar 30 graden[6] terugloopt en de overgang naar een vorig teken maakt, van Ram naar Vissen, van Vissen naar Waterman, van Waterman naar Steenbok en zo verder. Daardoor zullen de twee dierenriemen, de tropische en de siderische, slechts om de 26000 jaar samenvallen.

Behalve deze twee 'scholen' zijn er ook astrologen die vrijwel geen betekenis meer geven aan de plaatsing van een planeet in een bepaald teken of 'sterrenbeeld'. Astrologische scholen zoals de Hamburger Schule van Alfred Witte en de kosmobiologie van Reinhold Ebertin werken eerder met aspecten en midpunten (ook halfsommen genoemd), dus met de 'hoeken' die planeten vanuit de aarde gezien met elkaar maken, en met de plaatsing van de punten die precies in het midden van twee of meerdere planeten vallen.

### De planeten
In de moderne westerse astrologie representeren de planeten primaire energieën (driften) en impulsen van de menselijke psyche. Als zodanig worden ook, in tegenstelling tot de astronomie, Zon en Maan tot de 'planeten' gerekend, alsook dwergplaneten als Pluto en Ceres.
Elke planeet is heerser over een, soms twee tekens, en met dat teken heeft ze de meeste affiniteit en zal ze binnen de context van de horoscoop ook aan belang en kracht winnen. Zo zal Mars, die zich als energie het best in Ram thuisvoelt, zwak geplaatst zijn in het tegenoverliggende teken Weegschaal. En omgekeerd zal Venus, heerser van Weegschaal en Stier, verzwakt werken in Ram en Boogschutter (dat tegenover Stier ligt in de horoscoop.)
De zeven planeten van de klassieke westerse astrologie zijn de volgende:

#### De klassieke planeten
De 'Ouden' zagen deze planeten als een soort zwervende goden en dichtten er in de loop van de geschiedenis bepaalde kenmerken en kwaliteiten aan toe. Zon en Maan, ook wel 'de lichten' genoemd, maakten eveneens deel uit van de astrologische planeten, die alle bij heldere hemel of met geringe vergroting met het oog te observeren waren. Hedendaagse klassieke astrologen noemen Mercurius, Venus en Mars de 'persoonlijke planeten', die iemands meest persoonlijke energieën symboliseren, en de verder afgelegen planeten Jupiter en Saturnus beschouwen zij ook als aspecten die te maken hebben met iemands functioneren in de maatschappij. Een wat aparte positie nemen Zon en Maan in, die te maken hebben met het Zijn (de existentie, hoe iemand zichzelf ziet) en het voelen (het emotionele aspect) van een persoon. In jungiaanse termen staat de Zon voor het archetype van de vader, en de Maan voor het archetype van de moeder (zie ook psychologische astrologie).
De onderstaande toewijzing van een heerser aan elk teken is de traditionele. Sinds de ontdekking van de 'transsaturnale' planeten Uranus, Neptunus en Pluto (nu dwergplaneet) zijn enkele heerschappijen gewijzigd, zodat bijvoorbeeld Mars nu heerser is van Ram en Pluto heerser van Schorpioen.
- - Zon: heerser van het teken Leeuw
- - Maan: heerser van het teken Kreeft
- - Mercurius: heerser van het teken Tweelingen en Maagd
- - Venus: heerser van Weegschaal en Stier
- - Mars: heerser van Ram en Schorpioen
- - Jupiter: traditioneel heerser van zowel Vissen als Boogschutter
- - Saturnus: heerser van Steenbok en traditioneel heerser van Waterman

#### Moderne planeten
Dit zijn de planeten die in de moderne tijd zijn ontdekt, en die westerse astrologen betekenissen hebben toegewezen. Het gaat om Uranus, Neptunus en Pluto, de planeten voorbij Saturnus die pas door de uitvinding van sterke telescopen voor het eerst werden waargenomen. Deze planeten representeren door hun trage beweging eerder generatieaspecten (zoals trends, maatschappelijke evoluties) in de horoscoop, terwijl Ceres - indien bij de astrologische interpretatie betrokken - vanwege de nabijheid eerder als persoonlijke factor wordt beschouwd.
- - Uranus: heerser van het teken Waterman
- - Neptunus: heerser van Vissen
- of  - Pluto: heerser van Schorpioen
- - Ceres: (mede)heerser van Stier

#### Maansknopen

Tekening waarop het pad dat de Maan volgt kruist met dat van de Zon. Die twee kruispunten worden maansknopen genoemd.

Maansknopen zijn punten waarop de maan op haar pad de ecliptica (baan van de zon) kruist. De noordelijke maansknoop markeert dan de plaats waar de maan van zuid naar noord 'oversteekt', de zuidelijke andersom. In de astronomie noemt men ze respectievelijk klimmende en dalende knoop.
Heel wat astrologen nemen maansknopen op in de analyse van de horoscoop. Ze worden door astrologen als Dane Rudhyar in verband gebracht met karmische lessen, waarbij de noordelijke maansknoop staat voor het te bereiken karmische doel in het huidige leven, en de zuidelijke verwijst naar verleden levens en verworven talenten. Anderen, waaronder de school van Ebertin, zien er eerder het principe van samenwerking en vereniging in. Zo zal bijvoorbeeld iemand wiens Maan in de horoscoop conjunct (naast) de noordelijke maansknoop staat een bijna instinctieve behoefte (Maan) hebben aan samenwerking en een hechte band met anderen (noordelijke maansknoop).
Symbolen:
- - Noordelijke maansknoop
- - Zuidelijke maansknoop

### De horoscoop

Thema Mundi, uit de hellenistische astrologie

De horoscoop waar de westerse astroloog mee werkt, is een soort kaart van het hemelgewelf voor een bepaalde plaats en tijd. Het moment waarop de horoscoop 'getrokken' wordt, is in geval van een geboortehoroscoop de geboorte van een mens. Dit precieze moment wordt in de astrologie betekenisvol geacht en wordt in verband gebracht met de plaats van planeten en andere hemellichamen. Zo 'leest' de astroloog op basis van vastgestelde regels de kaart die hij heeft geconstrueerd. In wezen gaat hij daarbij uit van de veronderstelling dat de 'muziek der sferen' - die elk moment anders klinkt - zal doortrillen in alles wat op dat moment geboren wordt. Anders geformuleerd: "Zo boven, zo beneden". (zie Hermes Trismegistus). Een 'modernere' verklaring van het principe waar de astrologie van uitgaat is het door Jung geïntroduceerde begrip synchroniciteit, gelijktijdig optredende gebeurtenissen waarvan het onderlinge verband als zinvol wordt ervaren. Volgens dat principe 'veroorzaken' planeten niets, maar hebben ze deel aan hetzelfde unieke kosmische moment, waarvan alles doordrongen lijkt te zijn (dus ook een mens die op dat ogenblik geboren wordt).
Deze regels van de astrologie worden ook toegepast op andere zaken die 'geboren' worden. Zo kan van het begin van een onderneming een horoscoop gemaakt worden.
We onderscheiden onder meer deze soorten horoscopen al naargelang van hun object:
- geboortehoroscoop: wordt berekend en getekend naar aanleiding van de geboorte van een mens
- uurhoekhoroscoop: een zeer strak geregelde, voorspellende astrologische discipline, waarbij antwoorden op de meest verscheidene vragen worden gezocht. Het antwoord doet wat aan een orakelmethode denken, en is "ja", "nee", of "het is te vroeg om te antwoorden".
- electiehoroscoop: wordt opgesteld om keuzes te maken
- relatiehoroscoop: om de relatie tussen twee partners 'door te lichten'
- mundaanhoroscoop: probeert trends en gebeurtenissen op wereldniveau te voorspellen (beurs, ongelukken, aardbevingen e.d.)
- solaarhoroscoop (of jaarhoroscoop): elk jaar keert de zon op iemands verjaardag op dezelfde positie terug als in de geboortehoroscoop. Daar leidt een astroloog de trends voor het nieuwe jaar uit af.

Op deze horoscopen kunnen dan voorspellende technieken worden toegepast, bekend onder de naam transits (de actuele planeten) of progressies (op basis van een wiskundige formule 'vooruitgeschoven' planeten).

#### Interpretatie

Horoscoop voor 10 juni 2006 om 1:00 PM in Cumberland, Maryland, Verenigde Staten.
Er is met een systeem van gelijke huizen gewerkt.
Horoscoop met de 12 huizen, 10 planeten, noordelijke maansknoop, gelukspunt.
Aan de buitenrand de symbolen van de tekens.
De ascendant (Asc) zie je links, MC, het hoogste punt van de Zon 's middags, is steeds bovenaan.
Zon staat in Tweelingen
Maan staat in Boogschutter
Ascendant in Maagd
Het elfde huis valt in Leeuw
In Leeuw zijn Mars en Saturnus conjunct (naast elkaar)

In de westerse traditie zijn de belangrijkste elementen bij het interpreteren van een horoscoop de volgende:
- de positie van de planeten in de verschillende tekens; bijvoorbeeld: Zon in Waterman, Maan in Steenbok, Mercurius in Weegschaal enz.
- de positie van de planeten in de huizen; bijvoorbeeld Zon in het vierde huis, Maan in het derde huis, Mercurius in het twaalfde huis
- de positie van de 'hoeken' van de horoscoop, dus de horizonlijn met ascendant en descendant, en de verticale lijn met zenit of Midhemel (MC) en nadir, ook Imum coeli of IC genoemd, die respectievelijk overeenkomen met het begin van het eerste huis (Asc), zevende huis (Desc), tiende huis (MC) en vierde huis (IC).
- de hoeken die de planeten met elkaar maken, aspecten genoemd; bijvoorbeeld Mars opposiet Mercurius, Maan vierkant Saturnus, Zon driehoek Neptunus.
- de positie van berekende astronomische punten punten zoals midpunten, de maansknopen, het gelukspunt en andere zogenaamde Arabische punten.
- (soms): de positie van een aantal vaste sterren, waarbij er onderscheid gemaakt wordt tussen 'gunstige' en 'ongunstige' sterren.

Vaak begint de astroloog bij zijn analyse van de horoscoop met het zich vormen van een soort totaalbeeld, op basis van de kracht van de elementen en de kruizen. De kruizen zijn gebaseerd op een driedeling van de horoscoop: er zijn vier hoofdtekens, vier vaste tekens en vier beweeglijke tekens. Dit geeft informatie over de manier waarop de geborene zich in het algemeen opstelt en de dingen aanpakt. De elementen (vuur, aarde, lucht en water) zijn gebaseerd op een vierdeling van de horoscoop: er zijn drie vuurtekens, drie aardetekens, drie luchttekens en drie watertekens. Door het 'tellen' van het aantal persoonlijke planeten in elk teken en na te gaan welk element het sterkst is vertegenwoordigd, verkrijgt de astroloog informatie over het basistemperament van de geborene:

##### De vier elementen
De verdeling van de elementen vuur, aarde, lucht en water wordt vaak bij de interpretatie betrokken. Elementen geven informatie over de 'temperamenten':
- cholerisch / Vuur: wordt onder meer geassocieerd met extraversie, ambitieuze mensen met leiderskwaliteiten, en met energie, passie en agressie;
- melancholisch / Aarde: wordt onder meer geassocieerd met introversie en bedachtzaamheid;
- sanguinisch / Lucht: wordt onder meer geassocieerd met een impulsief en genotziek temperament, evenals met sociabiliteit en invoelingsvermogen;
- flegmatisch / Water: wordt onder meer geassocieerd met ontspannen en rustige types.

##### De hoeken
De huizen zijn verdelingen van de ecliptica (het pad van de zon langs de hemel), gezien vanaf de aarde op het moment en de plaats van de horoscoop in kwestie. Ze zijn genummerd tegen de klok in vanaf de positie van de oostelijke horizon (de cusp van het eerste huis of "ascendant"). De horoscooptekening is dus het resultaat van een projectie van een kunstmatige verdeling van de eclipticaboog op een plat vlak. Er zijn verschillende huizensystemen in omloop, al naargelang de methode van projectie en verdeling die wordt gekozen. De meest gebruikelijke is die van de 17e-eeuwse astroloog Placidus. Bij elk huizensysteem bevinden zich zes huizen boven de horizon en zes eronder. De belangrijkste huizen van de horoscoop zijn de hoekhuizen, die hierna besproken worden.
Het beginpunt van een huis heet in de astrologie een 'cusp'. Van de twaalf cuspen zijn er vier heel belangrijk, en deze krijgen ook meer gewicht bij de interpretatie van de horoscoop. Statistisch onderzoek van de Franse psycholoog Michel Gauquelin in de jaren vijftig van de twintigste eeuw leek de claims die astrologen maken over de aard van sommige planeten te bevestigen. Planeten op korte afstand geplaatst van de cuspen van de hoekhuizen leken sterker te 'werken'. Die 'speciale' cuspen worden ook 'hoeken' genoemd, omdat ze het begin markeren van de hoekhuizen. 
De vier hoeken van de horoscoop zijn:
- Ascendant (ASC) of begin van het eerste huis: de Ascendant is het rijzende teken, dus het teken dat op het tijdstip van geboorte aan de oostelijke horizon staat.
- Descendant (DESC) of begin van het zevende huis: de Descendant is het ondergaande teken, het teken tegenover de Ascendant.
- Medium Coeli (MC) of begin van het tiende huis: de Midhemel of Medium Coeli is het hoogste punt van de horoscoop, overeenkomend met het zuiden, en de plaats waar de zon zich die dag op zijn hoogste punt bevindt (culmineert).
- Imum Coeli (IC) of begin van het vierde huis: is het laagste punt van de horoscoop, overeenkomend met het noorden.

##### De huizen
Behalve de vier genoemde belangrijkste huizen – de hoekhuizen – houdt de astroloog ook vaak rekening met de plaatsing van planeten in de overige acht huizen. Hierna volgt een korte opsomming van de algemene betekenis van de twaalf huizen in de horoscoop. Terwijl de planeten het best begrepen kunnen worden als 'energieën', drijfkrachten, symboliseren de huizen het terrein waarop alles plaatsvindt. Als we aan de planeten denken als aan archetypische helden, en aan de huizen als hun strijdtoneel, dan wordt de horoscoop in archetypische termen levendiger en vooral begrijpelijker.
Over de precieze betekenis van elk huis is er geen eensgezindheid. Hierna volgen de meest traditionele associaties:
| Huis      | Associaties                                                 |
| --------- | ----------------------------------------------------------- |
| 1ste huis | persoonlijkheid, fysiek voorkomen, ego                      |
| 2de huis  | bezittingen, talenten, het materiële, ook het lichaam       |
| 3de huis  | scholing tijdens jeugd, communicatie, het mentale           |
| 4de huis  | huiselijke omgeving, moederlijke zorg, afkomst, wortels     |
| 5de huis  | spel en plezier, liefdeszaken, creativiteit, kinderen       |
| 6de huis  | dienstbaarheid, werk, gezondheid                            |
| 7de huis  | partners, contracten, diplomatie                            |
| 8ste huis | cyclus van dood en geboorte, seksualiteit, het occulte      |
| 9de huis  | reizen, buitenlanders, cultuur, hogere opleiding, studeren  |
| 10de huis | ambities, carrière, status, autoriteit, de vaderfiguur      |
| 11de huis | vrienden, gelijkgestemden, clubs, toekomstplannen en wensen |
| 12de huis | meditatie, mystiek, vervreemding, eenzaamheid, ziekenhuis   |

Er zijn verschillende huizensystemen in omloop, waaronder die van Placidus, Regiomontanus, Koch en het gelijke huizen-systeem de meest gebruikte zijn.

##### De aspecten
Onder 'aspecten' verstaat men in de astrologie de hoeken die planeten met elkaar maken in de horoscoop. Het gaat dus om de afstand tussen twee planeten vanuit de aarde gezien, geprojecteerd op de hemelbol. Behalve de planeten worden ook van andere punten de aspecten bekeken, onder meer van de Midhemel, de Ascendant en de Descendant.
Een aspect wordt gemeten met behulp van de afstand in graden op de horoscoopcirkel. In de praktijk betekent dat dus dat er gekeken wordt naar de positie in graden en minuten van elke planeet, waarna gecontroleerd wordt of andere planeten ongeveer op dezelfde graad staan. Een voorbeeld: 
- Mars staat op 20 graden 14 minuten in Kreeft, Venus staat op 19 graden in Schorpioen. Verbinden we die twee posities, dan liggen die ongeveer 120 graden van elkaar, dus een derde van de totale cirkelboog. In astrologische termen maken Mars en Venus een 'driehoek'. Hoe preciezer die hoek, dus hoe kleiner de afwijking (de 'orb'), hoe sterker het aspect zal 'werken'.

Opsomming van de belangrijkste aspecten (de 'majeure aspecten'):
- - Conjunctie 0° (orb ±8°). Conjuncties zijn als 'energieknopen' in een horoscoop en geven sterke nadruk op de betrokken planeten.
- - Oppositie 180° (orb ±8°). De oppositie wordt als spanningsgaspect beschouwd, een indicatie voor conflict en confrontatie. Geeft veel energie, dynamiek.
- - Driehoek 120° (orb ±8°). De driehoek wijst op een harmonisch samengaan van de planeten en de krachten die ze vertegenwoordigen. Driehoeken zijn ook een indicatie voor artistieke talenten en voor personen bij wie alles gemakkelijk lijkt te verlopen.
- - Vierkant 90° (orb ±8°). Het vierkant is ook een spanningsaspect, met bijhorende dynamiek, frustraties, confrontaties. Het vormt wel een 'bron' van energie en activeert volgens de astrologische leer de levensgebieden waar de planeten betrekking op hebben.
- - Sextiel 60° (orb ±6°). Het sextiel gelijkt op een driehoek, maar is minder sterk. Het duidt een gemakkelijke communicatie aan tussen de betrokken elementen en is een harmonisch aspect.

Het inconjunct (150 °) is een aspect dat vroeger als zwak werd beschouwd. Enkele moderne astrologen, zoals Karen Hamaker, hechten er echter meer belang aan. Zij beschouwen het als een stress-aspect, omdat de twee betrokken planeten in verschillende elementen staan (bijvoorbeeld lucht en aarde of lucht en water) en ook in verschillende kruisen. Dit zou kunnen wijzen op problemen om evenwicht te vinden, een "zeurende pijn" of nadeel bij een bekomen resultaat in de uurhoekastrologie.
Sommige astrologen beschouwen ook mineure aspecten, waarvan de 'uitwerking' op de horoscoop veel minder duidelijk is: aspecten zoals het half-vierkant (45°), het half-sextiel (30°) en het anderhalf-vierkant (135°).

## Enkele naslagwerken
- In ons taalgebied vormen de boeken van Karen Hamaker-Zondag, de bekendste introductie voor alles wat met westerse astrologie te maken heeft.
- Combinatie van Planeetinvloeden, door Reinhold Ebertin, uit 1983, is een bekend naslagwerk voor het snel opzoeken van aspecten tussen de berekende elementen van de horoscoop.